# 庫布拉維耶教團
庫布拉維耶教團，是一個13世紀成立的中亞蘇非教團，教統追溯至穆罕默德及他表兄弟阿里。
奠基人納吉姆·丁·庫布拉是花剌子模人，他住在花刺子模帝國舊都玉龍傑赤，蒙古人在1221年攻破玉龍傑赤，他本人也死於這次圍城戰。
庫布拉維耶教團在印度東部、孟加拉國和模里西斯以及巴基斯坦的一些地區也很受歡迎(這教團也使別兒哥信仰伊斯蘭教)。米爾·賽義德·阿裡·哈馬達尼是庫布拉維邵教團的第二代教長，教團在14世紀擴展到今天的印度、巴基斯坦、孟加拉國、中國和中亞國家的部分地區。在伊朗，庫布拉維耶教團在和卓伊沙克·哈特拉尼繼任教長後被拆分為多個分支。